# Hervé Tchami
Hervé Christian Tchami-Ngangoue (* 20. Februar 1988 in Fopounga) ist ein kamerunischer Fußballspieler. 

## Karriere

### Verein
Tchami wurde 2005 von Hertha BSC für seine Nachwuchsabteilung verpflichtet. Bereits nach einer Saison zog Tchami zum Hamburger SV und spielte hier eine Spielzeit lang für die Nachwuchs- und für die Reservemannschaft.
2008 startete er seine Profikarriere beim polnischen Verein Zagłębie Sosnowiec. Im nachfolgenden spielte Tchami für diverse europäische Vereine. 2014 heuerte er beim algerischen Verein USM Bel-Abbès an.
Zur Saison 2015/16 wechselte Tchami in die türkische TFF 1. Lig zum Aufsteiger Giresunspor. Ab dem Sommer 2016 setzte er seine Karriere beim CD Feirense fort.

### Nationalmannschaft
Tchami startete seine Nationalmannschaftskarriere 2013 mit einem Einsatz für die kamerunische Nationalmannschaft.